# Kościół św. Marcina w Porębie Dzierżnej
Kościół św. Marcina w Porębie Dzierżnej – zabytkowy, drewniany kościół parafialny leżący się na Szlaku Architektury Drewnianej województwa małopolskiego. Pochodzi z 1766 roku, w 1870 został rozbudowany - od zachodu wzniesiono murowaną nawę.

## Architektura
Kościół jednonawowy, konstrukcji zrębowej, o trójbocznie zamkniętym prezbiterium. Nakryty jest dwuspadowym, dwukalenicowym dachem, krytym gontem. Na styku nawy i prezbiterium znajduje się niewielka wieżyczka z latarnią. Plan świątyni uzupełniają kruchta (od strony południowej) i zakrystia (od północnej).
Kościół posiada ołtarz główny z obrazem Matki Boskiej Śnieżnej, na którego zasuwie wyobrażony jest patron - św. Marcin. Chrzcielnica pochodzi z 1587 roku.
Obok świątyni znajduje się wolnostojąca, drewniana dzwonnica wzniesiona prawdopodobnie w tym samym czasie co kościół.